# Замок Ланке
Замок Ланке (фр. Château de Lanquais) — французский замок, находящийся на территории коммуны Ланке в департаменте Дордонь. Строительство замка велось в XV—XVI веках. В 1942 году шато классифицировано как национальный исторический памятник. Посещение возможно.

## Общие сведения
Шато Ланке находится в границах исторического края Пурпурный Перигор и иногда его называют «перигорским незавершённым Лувром».
Сооружение замка велось поэтапно в непохожие друг на друга исторические периоды. Именно по этой причине рядом расположены основной корпус XV века, имеющий все средства обороны, присущие укреплённому замку, и итальянский дворец в стиле Возрождения.
Находясь во дворе можно заметить большие различия между двумя частями замка:
- правее расположен средневековый замок, возведённый в XIV—XV веках, вплоть до лестничной башни,
- левее расположен ренессансный замок, начало строительства которого пришлось на период правления Карла IX и завершилось в 1604 году. Постройка напоминает крыло Лувра, построенное Пьером Леско.

## Хронология
- С X по XII век в этих местах находилась резиденция епископа Перигё (фр.). На месте замка имелся единственный донжон.
- В XI веке укрепление защитили деревянной изгородью, установленной вдоль рвов.
- В XII веке возвели каменные куртины, от которых в наше время остались незначительные следы.
- В XIII веке замок принадлежал семье Монс. В этот период построили жилище сеньора с одной прямоугольной башней.
- В 1276 году установлен факт существования селения «Linquaychs», бывшего в зависимости от шателении (фр.) Бомон.
- В 1320 году существовала крепость, построенная семьёй Монс. От Бомона отделили шателению, имевшую четыре прихода.
- В XV веке построили большую круглую башню с машикулями.
- Около 1460 года Жан де Ла Кропт (ум. около 1470 года) перешёл от англичан на сторону короля Франции, и получил титул губернатора Бомона. В 1457 году он получил освобождение от королевских податей за свои земли. Ла Кропт распорядился построить на фундаменте сожженного англичанами старого донжона новую восьмиугольную башню. Планировка шато была схожа с планами нескольких замков региона, в частности шато л’Эрм и шато Миланд.
- 21 ноября 1531 года Маргарита де Ла Кропт, последняя наследница в роду Ла Кроптов, вышла замуж за Жиля де Латур. Семья Латуров принадлежала к известному роду Латур д’Овернь, который связан с родом Медичи и с французской монархией благодаря браку в 1513 году Мадлен де ла Тур-д’Овернь с Лоренцо II Медичи, в котором родилась Екатерина Медичи, выданная в 1533 году замуж за короля Франции Генриха II.
- В период между 1561 и 1574 годами Галльо де Латур (фр. Galliot de la Tour) (сын Жиля), сеньор Лимёя и кавалер Ордена Святого Михаила, приступил к строительству ренессансного замка, в котором принял участие архитектор Пьер Суффрон (один из двух братьев, уроженцев Перигора). Он намеревался привлечь архитекторов королевских резиденций для возведения на землях, охваченных идеями Реформации, величественного замка, демонстрировавшего силу короля и католической веры. Удлинённые оконные проёмы ренессансного здания повторяли чертежи архитектора Андруэ дю Серсо, выполненные в 1561 году. Сестра Галльо де Латура, Изабо де Лимёй, входила в состав «летучего эскадрона любви» Екатерины Медичи. Шпионя в интересах королевы, она состояла в связи с протестантом принцем Конде. От этой связи в 1564 году родился мальчик Николя, причём роды случились на глазах у королевского двора на балу в Бар-ле-Дюке. Изабо ушла в монастырь и затем удалилась в замок Ланке; при этом Екатерина Медичи способствовала её браку в 1567 году с финансистом Сципионом Сардини. Она скончалась в 1609 году в замке Шомон-сюр-Луар безуспешно пытаясь оспорить наследование замка Ланке Анри де Ла Тур д’Овернем.
- 24 марта 1577 года Анри де Ла Тур д’Овернь (1555—1623), доводившийся кузеном Галльо де Латуру, но бывший протестантом и приверженцем короля Наварры — будущего короля Франции Генриха IV — осадил замок Ланке. Из пяти орудий он выпустил по замку 200 ядер. Строительные работы были остановлены этим нападением.
- В 1588 году замок по наследству перешёл к Анри де Ла Тур д’Оверню, который был единственным наследником Галльо де Латура.
- В 1591 году Анри стал герцогом Буйонским и принцем Седана после своего брака с Шарлоттой де Ла Марк. В следующем году, в благодарность за службу, Генрих IV удостоил Анри де Ла Тур д’Оверня звания адмирала Франции, а в 1594 году — маршала Франции.
- В 1600 году Анри де Ла Тур д’Овернь и его вторая супруга, Елизавета Оранская, поручили итальянским мастерам сооружение каминных труб в замке. Елизавета Оранская дважды останавливалась в замке.
- В 1602 году Анри де Ла Тур д’Овернь участвовал в заговоре Шарля де Гонто, герцога Бирона, вместе с герцогом Савойским и испанским губернатором Милана. После раскрытия заговора Анри был помилован королём, а герцог Бирон казнён.
- В 1604 году в замке закончили декорировать помещения внутри Ренессансного корпуса.
- После 1623 года замок перешёл к сыну Анри де Ла Тур д’Оверня, родившемуся во втором браке, Фредерику-Морису (1605—1652).
- В 1643 году в замке родился кардинал Теодоз де Латур (1643—1715), Великий раздатчик милостыни и декан Коллегии кардиналов. Провинциальный замок всё меньше интересовал своих владельцев, постепенно пришел в запустение и был продан герцогу д’Антену.
- В 1732 году Мари де Монс, вдова Мишеля де Гурга, купила замок Ланке у герцога д’Антена.
- Инвентаризационная опись, выполненная в период Французской революции, показала, что в замке не осталось почти никакой мебели.
- В 1949 году после смерти аббата де Гурга, замок перешёл к его сестре, мадам Фуше де Брандуа (фр. Foucher de Brandois).